# Magomed Ibragimov (1985)
Ne doit pas être confondu avec Magomed Ibragimov (1983).
Magomed Idrisovich Ibragimov (né le 2 juin 1985 à Irib, district de Charodinsky, Daghestan) est un lutteur russe, naturalisé ouzbek en 2016, spécialiste de lutte libre.
Il obtient la médaille de bronze lors des Jeux olympiques de 2016 à Rio, dans la catégorie des moins de 97 kg.
Dans cette même catégorie, il est sacré champion d'Asie en 2017 et 2018 et médaillé de bronze aux Jeux asiatiques de 2018.